# Іден (округ Фон-дю-Лак, Вісконсин)
Іден (англ. Eden) — місто (англ. town) в США, в окрузі Фон-дю-Лак штату Вісконсин. Населення — 1000 осіб (2020).

## Демографія
Згідно з переписом 2010 року, у місті мешкало 1028 осіб у 384 домогосподарствах у складі 311 родини. Було 403 помешкання
Расовий склад населення:
| - 97,0 % — білих - 0,4 % — азіатів - 0,3 % — чорних або афроамериканців - 1,2 % — осіб інших рас |

До двох чи більше рас належало 1,2 %. Частка іспаномовних становила 2,3 % від усіх жителів.
За віковим діапазоном населення розподілялося таким чином: 21,3 % — особи молодші 18 років, 64,2 % — особи у віці 18—64 років, 14,5 % — особи у віці 65 років та старші. Медіана віку мешканця становила 44,7 року. На 100 осіб жіночої статі у місті припадало 110,7 чоловіків;  на 100 жінок у віці від 18 років та старших — 106,4 чоловіків також старших 18 років.
Середній дохід на одне домашнє господарство  становив 85 595 доларів США (медіана — 80 694), а середній дохід на одну сім'ю — 90 984 долари (медіана — 84 722). Медіана доходів становила 51 607 доларів для чоловіків та 40 000 доларів для жінок. За межею бідності перебувало 5,5 % осіб, у тому числі 2,7 % дітей у віці до 18 років та 9,9 % осіб у віці 65 років та старших.
Цивільне працевлаштоване населення становило 611 осіб. Основні галузі зайнятості: виробництво — 17,8 %, освіта, охорона здоров'я та соціальна допомога — 15,7 %, будівництво — 12,3 %, сільське господарство, лісництво, риболовля — 11,9 %.